# Степановська сільська рада (Переволоцький район)
Степа́новська сільська рада (рос. Степановский сельский совет) — сільське поселення у складі Переволоцького району Оренбурзької області Росії.
Адміністративний центр — село Степановка.

## Населення
Населення — 1645 осіб (2019; 1913 в 2010, 2007 у 2002).

## Склад
До складу сільської ради входять:
| Населений пункт    | Населення, осіб (2002) | Населення, осіб (2010) |
| ------------------ | ---------------------- | ---------------------- |
| Алісово, село      | 276                    | 221                    |
| Алмала, село       | 267                    | 261                    |
| Кутлумбетово, село | 238                    | 270                    |
| Степановка, село   | 1226                   | 1161                   |